# چیمونه
چیمونه (به ایتالیایی: Cimone) یک کومونه در ایتالیا است که در ترنتینو واقع شده‌است. چیمونه ۹٫۸ کیلومتر مربع مساحت و ۵۹۹ نفر جمعیت دارد.